# United Nations Observer Mission Uganda-Rwanda
Die United Nations Observer Mission Uganda-Rwanda (Beobachtermission der Vereinten Nationen in Ruanda und Uganda, UNOMUR) in Ruanda und Uganda basierte auf der UN-Resolution 846 vom 22. Juni 1993 und war vom August 1993 bis zum 21. September 1994 eingesetzt.
Ziel des Mandats war der Einsatz von Militärbeobachtern aufgrund der in Ruanda vorherrschenden Auseinandersetzungen zwischen der Ruandischen Patriotischen Front (RPF) und der Regierung Ruandas (siehe hierzu Geschichte Ruandas: Bürgerkrieg und Völkermord). Oberster Militärbeobachter bei UNOMUR war Generalleutnant Roméo A. Dallaire aus Kanada, der ab Oktober 1993 auch das Kommando über das UN-Truppenkontingent bei UNAMIR bekam.